# Indycar Series Game
Това е официалната игра на Индикар за сезон 2002. Тя съдържа всичките пилоти от
Инди Рейсинг Лийг и всички писти от шампионата. Играта е по-популярна в САЩ, но също се продава в Испания, Франция, Германия и в България.